# منتخب غويانا الفرنسية لكرة القدم للسيدات
منتخب غويانا الفرنسية لكرة القدم للسيدات هو ممثل غويانا الفرنسية الرسمي في المنافسات الدولية في كرة القدم للسيدات، يديريه اتحاد غويانا الفرنسية لكرة القدم.